# Кафаров, Кафар Магарамович
Кафа́р Магара́мович Кафа́ров (24 июля 1970, Хасавюрт, Дагестанская АССР, РСФСР, СССР — 3 июля 1998, Махачкала, Дагестан, Россия) — российский футболист, защитник.

## Биография
По национальности лезгин.
С 1992 года играл за «Анжи». 9 апреля 1997 года в гостевом матче 3-го тура первой лиги чемпионата России 1997 года с омским «Иртышом» открыл счёт голам «Анжи» в первой лиге, забив ответный гол на 44-й минуте и сведя матч к ничьей. За время выступления в «Анжи» во второй лиге и первом дивизионе забил 13 голов в 155 матчах. В Кубке России забил 4 мяча в 14 матчах. Свой последний матч в составе «Анжи» провел в последнем туре сезона-1997 против команды «Локомотив» Санкт-Петербург.
Отличался неуступчивостью и жёсткостью, за что получил за всю карьеру 29 раз жёлтую карточку и один раз — красную.
Скончался после непродолжительной болезни 3 июля 1998 года. По стечению обстоятельств ровно через год, в день смерти Кафарова в результате автокатастрофы скончался и другой известный в Дагестане футболист и лучший друг Кафарова — Ибрагим Гасанбеков.

## Турниры и матчи памяти Кафара Кафарова
Через два месяца после смерти Кафара Кафарова был проведён проведён первый благотворительный матч, посвящённый памяти футболиста между командами, составленными из действовавших игроков «Анжи» и бывших футболистов клуба, игравших в нём с 1991 по 1997 год. В матче принимали участие футболисты, в разные годы игравшие вместе с Кафаром Кафаровым: Ибрагим Гасанбеков, Нарвик Сирхаев, Руслан Агаларов, Михаил Куприянов, Будун Будунов и другие. Первый удар по мячу сделал 4-летний сын Кафара Кафарова — Гасан. Встреча завершилась победой бывших игроков «Анжи» со счётом 3:0.
В декабре 2008 года по инициативе друзей Гасанбекова и Кафарова был организован турнир памяти этих двух футболистов, в котором принимали участие команды республиканской спортивной детско-юношеской школы олимпийского резерва.
В декабре 2011 состоялся товарищеский матч с участием известных дагестанских футболистов прошлого и настоящего, посвященный памяти Гасанбекова, Кафарова и Шамиля Бурзиева. В матче приняли участие друзья Гасанбекова и Кафарова с одной стороны и друзья Бурзиева с другой стороны.

## Личная жизнь
Был женат. В 1994 году у него родился сын, Гасан, который также является футболистом.